# Raymond Unger
Raymond Unger (geboren 1963 in Buxtehude) ist ein deutscher bildender Künstler und Autor von Romanen und Sachliteratur.

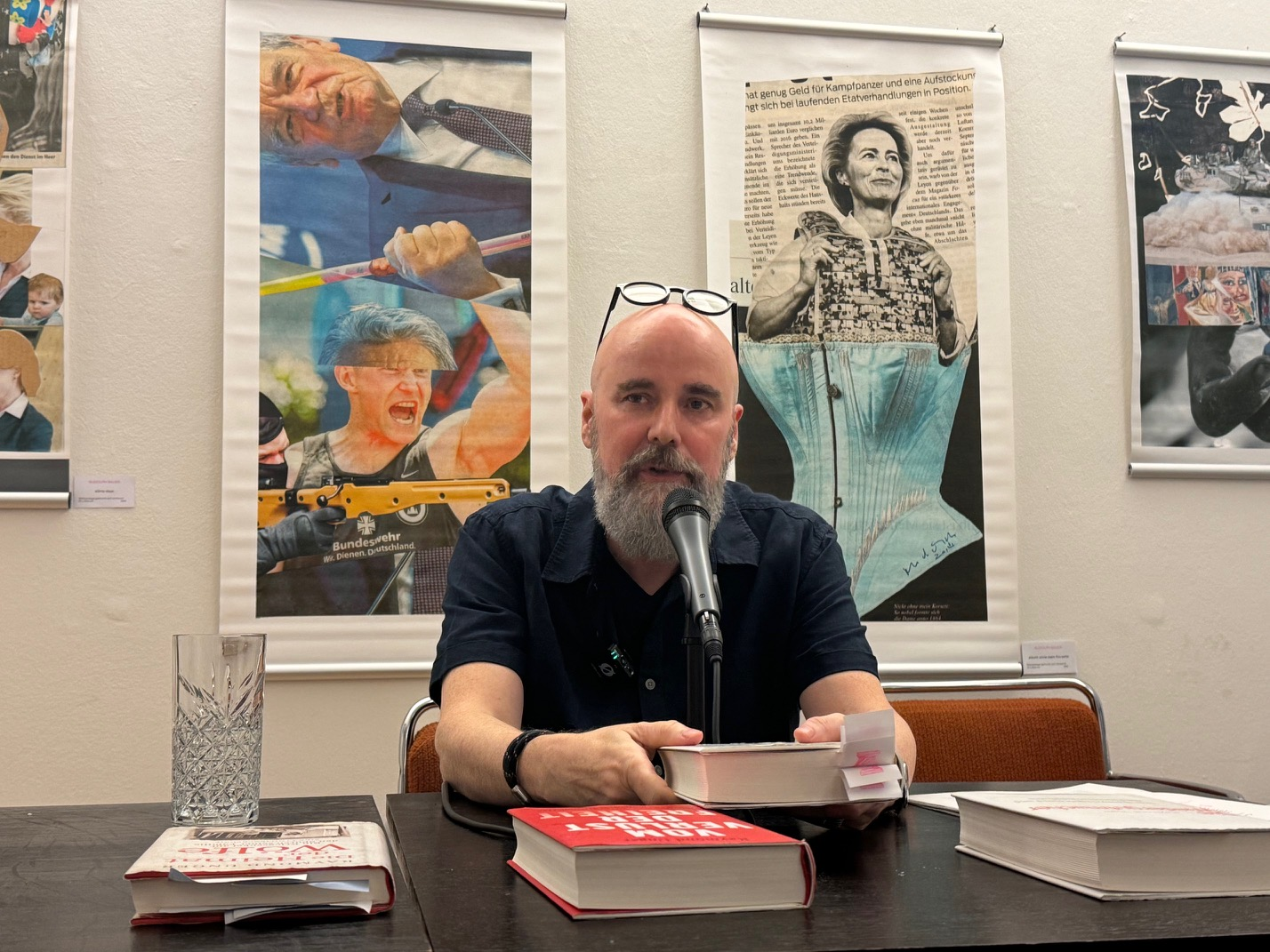
Raymond Unger (2024)

## Leben und Werk
Unger arbeitete bis Ende der 1990er Jahre in der Naturheilkunde als Therapeut und Dozent, bevor er sich der Malerei und Schriftstellerei widmete. Er arbeitete zunächst abstrakt und informell und wandte sich dem expressiven Realismus zu. Ab 2004 trug er Farbe nur noch mit dem Spachtel auf und verzichtete auf Malpinsel.
2010 gründete er das Deutsche Forum für Remodernismus, deren Mitglieder die Bedeutung von Visionen und Emotionen betonen. Eine Überbetonung des Intellekts in der postmodernen Kunst sehen sie als Irrweg, der Kunst elitär und blutleer mache und den Zugang erschwere. Nach Darstellung des Journalisten und Kunstkritikers Ralf Sziegoleit versucht Unger, „selbstkonfrontativ“ zu arbeiten und sich mithilfe seiner Malerei selbst zu erkennen.
2014 lud ihn die Europäische Kommission unter José Manuel Barroso als Maler und Autor zur dritten Generalversammlung Narrative for Europe (NFW).
2016 erschien Ungers autobiografischer Roman Die Heimat der Wölfe, der von der Chronik seiner eigenen Familie während des Zweiten Weltkriegs und danach handelt und von deren Schicksal, das durch Umsiedlung und Vertreibung aus den Ostgebieten und Obdachlosigkeit nach Bombenangriffen geprägt war. Er sucht nach den Ursachen von emotionaler Kälte und mangelnder Empathie der Eltern und befasst sich ganz allgemein mit deren Auswirkungen auf die Generation der Baby-Boomer, deren Eltern in der Nachkriegszeit Kinder waren und die selbst „im unsichtbaren Traumanetz ihrer Vorfahren gefangen“ seien.
2018 veröffentlichte Unger Die Wiedergutmacher: Das Nachkriegstrauma und die Flüchtlingsdebatte, das sich mit den Reaktionen der Babyboomer-Generation auf die Flüchtlingskrise in Deutschland 2015/2016 und deren Ursachen auseinandersetzt. 2019 war er mit einem Text Gastautor bei der Achse des Guten.
2025 erschien der dystopische Wissenschaftsthriller KAI. Der Roman thematisiert die Gefahren einer unkontrollierten Künstlichen Intelligenz (KI) und spielt in einer Welt nach der Covid-19-Pandemie, in der gesellschaftliche Themen wie Pandemieschutz, Kriegsgefahr, Migration und Klimaschutz eine Rolle spielen. Eine Rezension der Berliner Zeitung titelt: „Apokalypse als Erzählung: Raymond Ungers literarischer Befreiungsschlag. Zwischen Thriller, Zeitdiagnose und Mythos entfaltet „KAI“ ein Panorama unserer Gegenwart, das so bildgewaltig wie provokant ist. Eine Erzählung gegen das Vergessen – und gegen die Vereinfachung.“
Raymond Unger lebt und arbeitet in Berlin.

## Auszeichnungen
- 1. Sonderpreis des Lucas-Cranach-Preises der Stadt Kronach 2011, gestiftet vom Kiwanis Club Kronach-Frankenwald[6]

## Publikationen

### Belletristik
- Die Heimat der Wölfe: Ein Kriegsenkel auf den Spuren seiner Familie Eine Familienchronik. Roman, Europa Verlag, München 2016, ISBN 978-3-95890-014-1
- KAI. Roman, Europa Verlag, München 2025, ISBN 978-3-95890-591-7

### Sachbücher
- Die Heldenreise des Künstlers: Kunst als Abenteuer der Selbstbegegnung. Monsenstein und Vannerdat, Münster 2013, ISBN 978-3-95645-055-6
- Die Wiedergutmacher: Das Nachkriegstrauma und die Flüchtlingsdebatte. Europa Verlag, München 2018, ISBN 978-3-95890-234-3.
- Vom Verlust der Freiheit. Europa Verlag, München 2021, ISBN 978-3-95890-343-2
- Das Impfbuch. Scorpio Verlag, München 2021, ISBN 978-3-95803-461-7
- Die Heldenreise des Bürgers, Vom Untertan zum Souverän. Europa Verlag, München 2023, ISBN 978-3-95890-544-3
- Habe ich genug getan?, In memoriam Gunnar Kaiser. Europa Verlag, München 2024, ISBN 978-3-95890-623-5